# Elena Eremina
Elena Eremina est une gymnaste artistique russe, née le 29 juillet 2001 à Saint-Pétersbourg.

## Biographie
Elle est médaillée d'argent aux barres asymétriques aux Championnats d'Europe de gymnastique artistique 2017 à Cluj-Napoca.
Elle remporte le bronze du concours général aux Championnats du monde de gymnastique artistique 2017 à Montréal et l'argent aux barres asymétriques.

## Palmarès

### Championnats du monde
- Montréal 2017
  -  médaille d'argent aux barres asymétriques
  -  médaille de bronze au concours général

### Championnats d'Europe
- Cluj-Napoca 2017
  -  médaille d'argent aux barres asymétriques

### Championnats d'Europe junior
- Berne 2016
  -  médaille d'or au concours par équipes
  -  médaille d'or au concours général individuel
  -  médaille de bronze à la poutre

### Festival olympique de la jeunesse européenne
- Tbilissi 2015
  -  médaille d'or au concours par équipes
  -  médaille de bronze au saut de cheval